# Emmeram von Regensburg

Kopfrekonstruktion des Heiligen Emmeram nach seinem Grabschädel (Regensburg um 1986)

Der heilige Emmeram (Heimramm) (* unbekannt in Poitiers; gemartert angeblich um 652 in Kleinhelfendorf; † in Feldkirchen bei München) war Bischof und Märtyrer. Die Datierung stützt sich auf die Vita et passio Sancti Haimhrammi Martyri des Freisinger Bischofs Arbeo sowie auf die spätgotische Grabplatte in Aschheim. Andere Datierungen nennen die Jahre 685 und 692 sowie die Zeit um 715. Der Bischof ist in St. Emmeram in Regensburg begraben. Andere Schreibweisen seines Namens sind Emmeran, Emeran, Haimeran, Heimeran. Die einzige schriftliche Quelle zu seinem Leben stammt von Bischof Arbeo von Freising, der die Vita et passio Sancti Haimhrammi martyris um 750 – also gut 100 Jahre nach dem Tod Emmerams – verfasst hat.
In seinem altbayerischen Heimatland gilt er als schicksalshafter Glaubensbote des 7. Jahrhunderts. Sein Gedenktag im katholischen Heiligenkalender ist der 22. September.

## Leben
Der Wandermönch Emmeram, der zunächst Bischof von Poitiers in Aquitanien war, gelangte während einer Missionsreise zur Verbreitung des Christentums Mitte des 7. Jahrhunderts aus dem westlichen Franken entlang der Donau an den bairischen Herzogshof in Regensburg, wo der agilolfingische Herzog Theodo I. regierte. Dieser nahm Emmeram wohlwollend auf und bewog ihn zum Bleiben, obwohl Emmeram eigentlich auf dem Weg zu den Ungarn war, um dort zu missionieren. Emmeram widmete sich daraufhin der Stärkung des Christentums in Regensburg und im weiteren Umland.

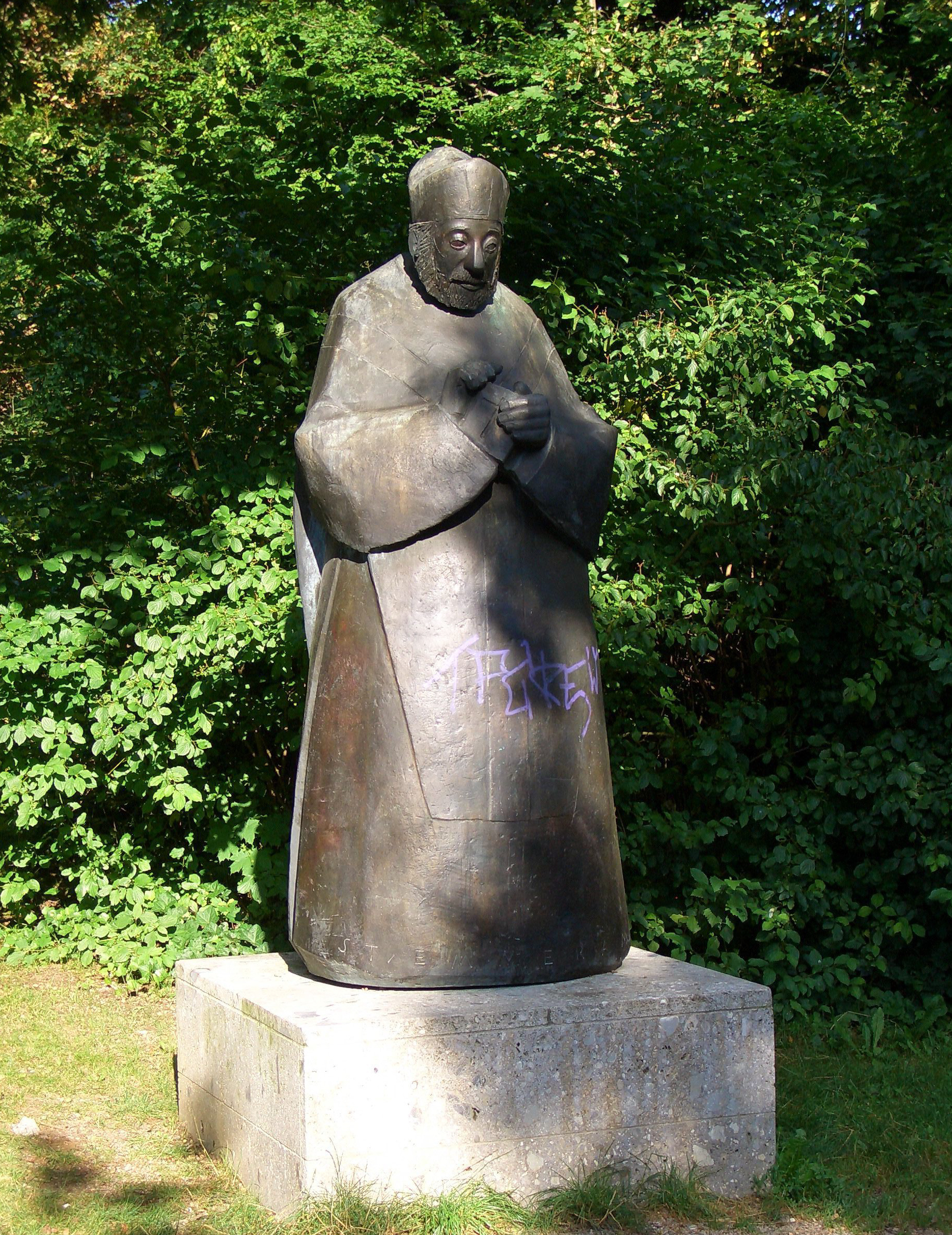
Standbild des Heiligen nahe der St.-Emmeram-Brücke in München

Etwa drei Jahre nach seiner Ankunft in Regensburg vertraute sich Uta, die Tochter des Herzogs, ihm an. Sie hatte eine heimliche Liaison mit dem Sohn eines Beamten, von dem sie ein uneheliches Kind erwartete. Um das Paar vor einer wahrscheinlichen Strafe des Herzogs zu schützen, riet Emmeram Uta, ihn selbst als Vater zu nennen. Er selbst reiste zu einer Pilgerreise nach Rom ab, um sich vor dem Papst für den vermeintlichen Fehltritt zu verantworten und nach seiner Rückkehr auch vor dem Herzog den wahren Sachverhalt aufzuklären.
Als Uta kurz nach Emmerams Abreise ihrem Vater die vereinbarte Geschichte eröffnete, erzürnte dieser. Zur Ehrenrettung seiner Schwester verfolgte daraufhin der Sohn des Herzogs, Lantpert (in manchen Publikationen auch Landfried genannt), den in seinen Augen flüchtenden Wanderbischof. Am 22. September 652 stellte Lantpert mit seiner Truppe den Bischof in dem südöstlich von München gelegenen Ort Kleinhelfendorf (Isinisca) an der alten Römerstraße Salzburg–Augsburg, der Via Julia. Er ließ ihn auf eine Leiter binden und ihm bei lebendigem Leibe nach und nach die Körperteile abschneiden, bis er ihn schließlich enthaupten ließ.
Der Legende nach, in der typischen Form einer frühmittelalterlichen Heiligenvita, hätten seine Begleiter Vitalis und Wolflete den Bischof aber noch lebend in seinem Blut liegend gefunden und versucht, ihn rasch nach Aschheim zu bringen. Erst auf dem Weg dorthin soll Emmeram dann bei Feldkirchen verstorben sein. Und gleich nach dem ersten Begräbnis von Emmeram in Aschheim, so die Legende, habe ein vierzigtägiger Regen eingesetzt.
Nachdem Herzog Theodo die Wahrheit erfahren hatte, ließ er Emmeram exhumieren und den Leichnam nach Regensburg überführen, wo er in der Kirche St. Georg zur letzten Ruhe gebettet wurde. Zum Anniversar 752 ließ der Regensburger Bischof Gaubald (auch: Gawibald, † 761) den Leichnam Emmerams in die neue Gruft in der späteren Reichsabtei St. Emmeram übertragen. Die neue Kirche darüber wurde dem heiligen Emmeram geweiht. Der Legende nach war Emmeram auf einem Floß die Isar in Richtung der Donau hinabgeschickt worden, aber das Floß trieb auf wundersame Weise auf Letzterer flussaufwärts bis nach Regensburg.

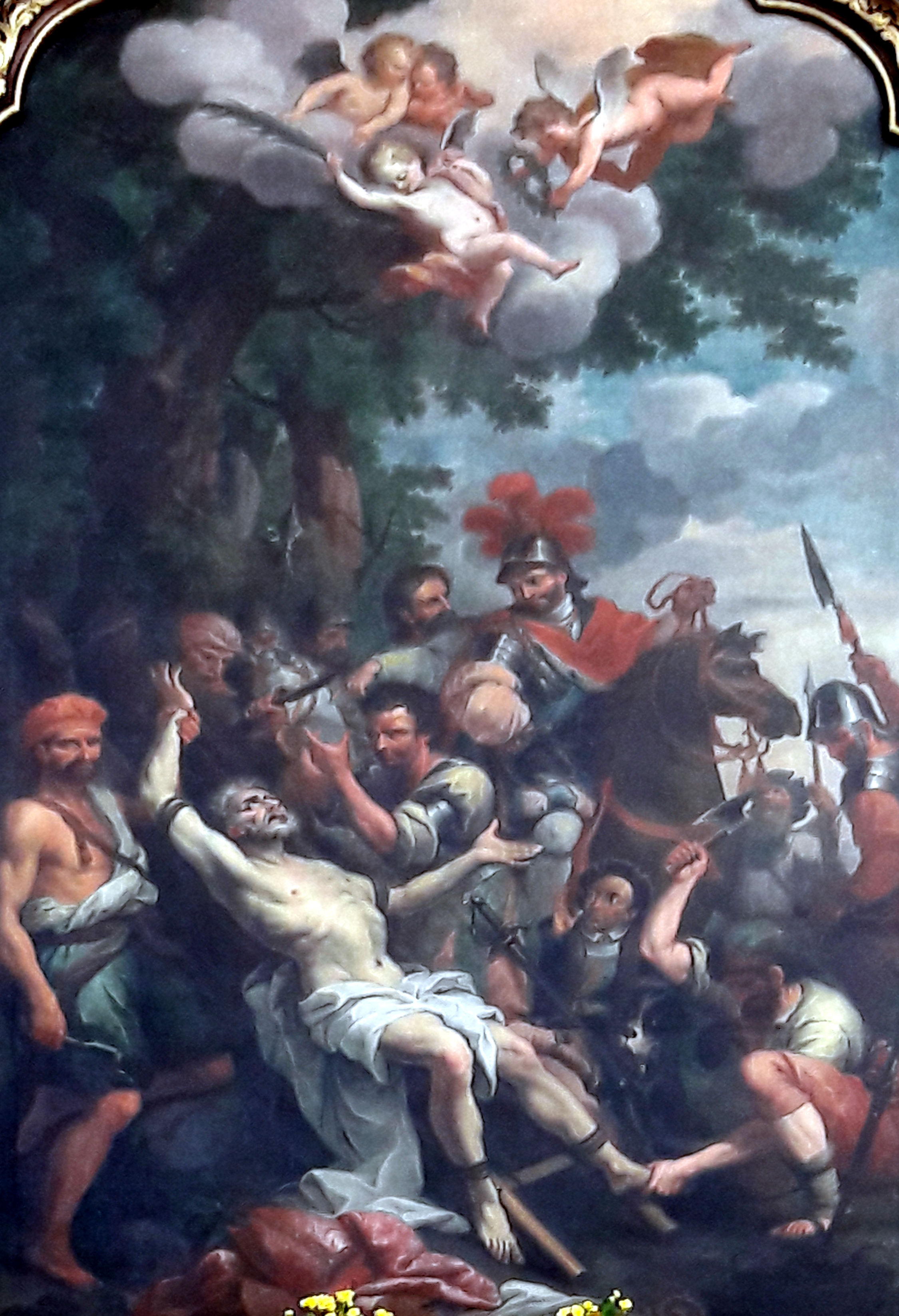
Martyrium des Hl. Emmeram. Pfarrkirche St. Emmeram (Spalt)

Die Reichsabtei St. Emmeram bestand bis zur Säkularisation. Das Benediktinerkloster war über Jahrhunderte ein Zentrum der Wissenschaft. Nicht nur der berühmte Aventinus hat hier gewirkt und wurde hier bestattet, auch die Naturwissenschaften wurden von den Mönchen dieses Klosters mit großem Eifer betrieben.

## Bedeutung Emmerams für die katholische Kirche
„Die freiwillige Übernahme fremder Schuld durch Emmeram als zentrale Aussage der Vita stellt den Heiligen als Blutzeugen seines Glaubens in unmittelbare Nachfolge Christi. Die Frage nach dem Motiv blieb dadurch aber bis heute weitgehend ungeklärt. Wiederholt wurde hinter dem Martertod Emmerams ein politischer Mord gesehen. Die eindeutig fränkische Tendenz der bayerischen Christianisierung könnte dem Franken Emmeram in Zeiten zunehmender bayerischer Eigenständigkeit zum Verhängnis geworden sein. Die Bluttat würde demnach in der Angst des bayerischen Herzogtums vor fränkischer Vorherrschaft begründet liegen. Die vorläufige Bestattung Emmerams im herzoglichen Aschheim, die wenig später von Theodo angeordnete Translation nach Regensburg und die von Arbeo geschilderte Verbannung Lantperts lassen den Mord allerdings eher als Tat einer antifränkischen Hofpartei um den Herzogssohn erscheinen. Auch die außerordentlich hohe Strafe auf Bischofsmord, die im bayerischen Gesetzbuch, der ‚Lex Baiuvariorum‘, verankert war, ist in diesem Zusammenhang auch als ‚Lex Haimrammi‘ interpretiert worden.“

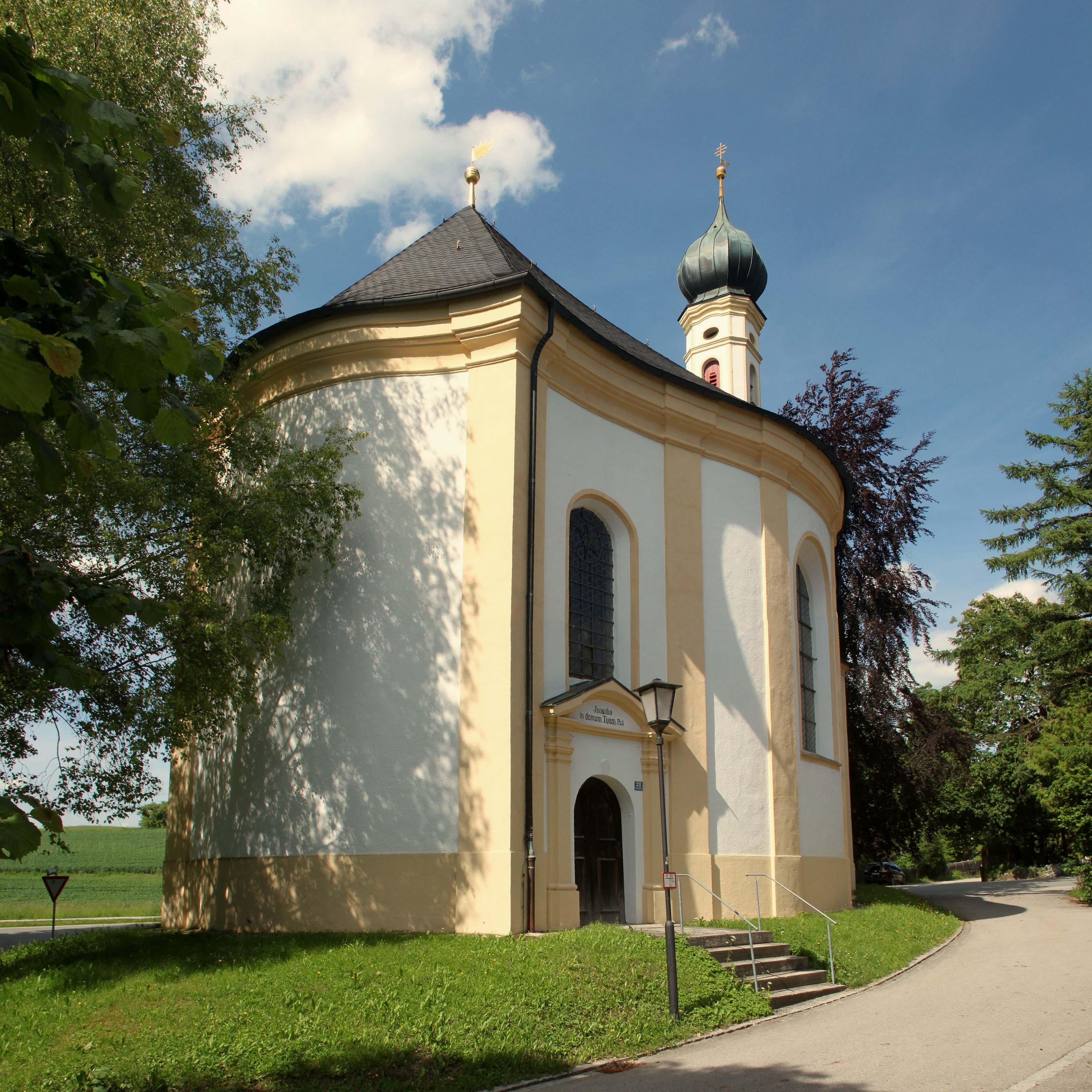
Marterkapelle in Kleinhelfendorf

Lange Zeit wurde der historische Wahrheitsgehalt der Legenden um Emmeram angezweifelt. Eine anthropologische Analyse der in St. Emmeram bestatteten Gebeine wies jedoch Spuren der schweren Misshandlungen nach. Sämtliche Hand- und Fußknochen fehlten. Die Unterarmknochen zeigten jedoch Spuren von Schlägen mit scharfkantigen Gegenständen. Auch das Nasenbein war verletzt. Auf das Herausziehen und Herausschneiden der Zunge wiesen die dabei oft auftretenden Verletzungen des Vordergebisses und des Unterkieferastes hin. Auf den historischen Kern der Emmeramslegende deutet auch ein in Aschheim gefundener leerer Grabschacht, der sich in der wahrscheinlich ersten Kirche am Ort befand und als damalige vorübergehende Ruhestätte des Bischofs interpretiert wurde.

## Sonstiges
In der 1743 in München gedruckten Schrift Officium oder Tageszeiten des wunderthätigen bayerischen Apostels und Blutzeugen Christi St. Emmerami, zu täglichen und andächtigen Gebrauch in allen Anliegen und Widerwärtigkeiten etc. ist zu lesen, dass der Wagen begleitet wurde von

„[…] Mann und Weib in die 200 Personen mit großem Mitleiden und Andacht. Eine halbe Stunde vor Aschheim verlangte der Heilige, dass Halt gemacht wurde, indem die Stund seiner Belohnung im Himmel vorhanden sey. Dieß geschah, man hob ihn von dem Wagen herab und legte ihn auf einen schönen Wasen [Grasfläche], wo er alsbald seinen Geist aufgeben… Der Ort, auf dem sich dieses begeben, blieb allezeit frisch und grün, bis endlich durch das Almosen der Reisen (denn allda vier Straßen zusammen kommen) und anderer gutherziger Christen ein Kirchen erbaut worden, allwo hernach viel Wunderwerk und noch heute zu Tag geschehen!“

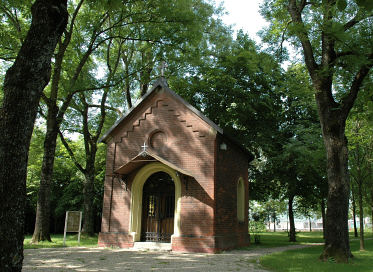
Kapelle Emmeram in Feldkirchen bei München

Bischof Arbeo von Freising beschrieb das Leben St. Emmerams in der Vita et passio Sancti Haimhrammi martyris und schildert dessen Sterbeort als einen

„[…] lieblichen, allzeit frühlingsgrünen Ort, an dem ein Quell entsprang und die Umwohner später ein Kirchlein erbauten.“

Eine Parallellegende existiert über Amram von Mainz, die das Sujet der gegen den Strom schwimmenden Leiche aufgreift.

## Einsiedelei in Feldkirchen
Es ist erwiesen, dass in der Tat an der Stelle eine Kapelle errichtet wurde, und später – mit dem Mönch Stiftinc – begann dort eine tausendjährige Missions- und Lehrtätigkeit der Einsiedler des kleinen Klosters St. Emmeram – es wird von einem angeschlossenen Eremitorum mit Friedhof berichtet. Die Schüler kamen aus den umliegenden Orten, Feldkirchen, Heimstetten, Aschheim, Hausen, Kirchheim und Oberndorf. Sie wurden in den Künsten des Lesens, Schreibens und Rechnens unterwiesen. Der letzte Eremit, Magister Humpmayr, verstarb 1804 mit 81 Jahren an der Brustwassersucht und danach fiel das Eremitenkloster St. Emmeram der Säkularisation anheim. Das kleine Eremitenkloster wurde für 300 Gulden an einen Abbruchunternehmer verkauft. An der Stelle, wo der heilige Emmeram verstorben sein soll, wurde im Jahre 1842 eine kleine Kapelle errichtet, die bis heute steht. Die Kirche St. Lorenz in Oberföhring hat einen Seitenaltar, der St. Emmeram gewidmet ist. An der Aschheimer Kirche St. Peter und Paul erinnert eine Grabplatte mit Inschrift an die erste Grabstelle Emmerams.
Eine Gedenktafel an ihn fand Aufnahme in die Walhalla bei Regensburg.

## Patrozinien und Nachbenennungen

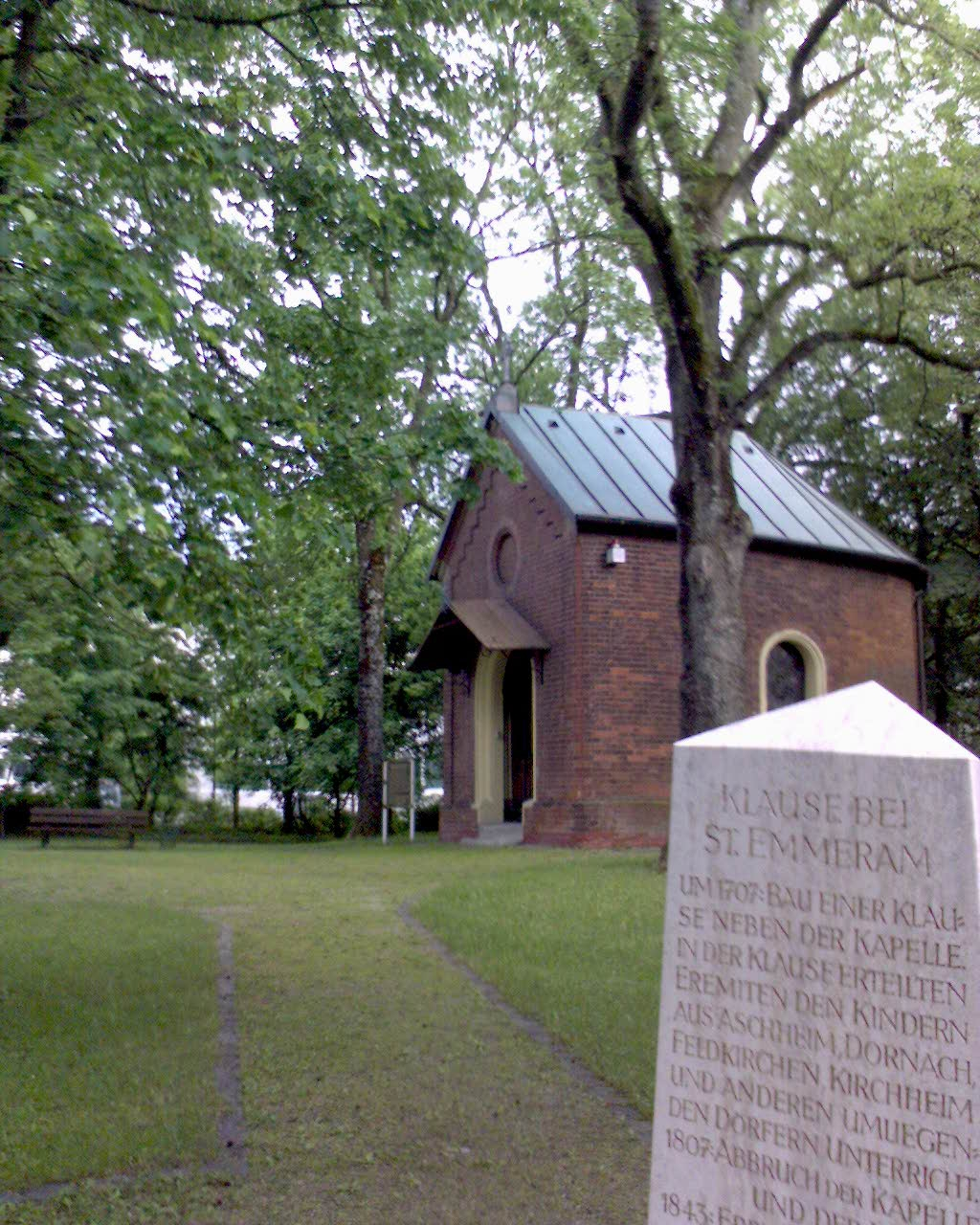
An dem von Bischof Arbeo von Freising bezeugten Sterbeort des Hl. Emmeran wurde 1842 eine Kapelle errichtet.

- St. Emmeram (Oberföhring), Ortsteil von Oberföhring (München)
- Kirche St. Emmeram in Regensburg
- Kloster Sankt Emmeram in Regensburg
- Kapelle St. Emmeram in Feldkirchen
- Pfarrkirche St. Emmeram in Kleinhelfendorf (Aying)
- St. Emmeramsmühle in München
- St.-Emmeram-Brücke in München
- Pfarrkirche St. Emmeram in München-Englschalking
- Pfarrkirche St. Emmeram in Hebertsfelden
- Pfarrkirche St. Emmeran in Mainz
- Kathedrale St. Emmeram in Nitra (Slowakei)
- Filialkirche St. Emmeran in Sankt Georgen (Land Salzburg)
- Pfarrkirche St. Emmeram in Oberköblitz (Wernberg-Köblitz)
- Kirche St. Emmeram in Vogtareuth (Landkreis Rosenheim)
- Kirche St. Emmeram (Sammenheim)
- Kirche St. Emmeram (Alesheim)
- St. Emmeram Spalt
- St. Emmeram Realschule in Aschheim
- Pfarrkirche St. Emmeram in Wemding
- Pfarrkirche St. Emmeram in Waidhaus